# Alejandro Balde
Alejandro Balde Martínez (* 18. října 2003) je španělský profesionální fotbalista, který hraje na pozici levého obránce za klub FC Barcelona a španělský národní tým.

## Klubová kariéra
Balde se narodil v Barceloně v Katalánsku guinejsko-bisauskému otci a dominikánské matce a do FC Barcelona vstoupil v roce 2011 ve věku osmi let. V červenci 2021 prošel juniorskými týmy a podepsal s Barcelonou prodloužení smlouvy do roku 2024 s klauzulí o uvolnění ve výši 500 milionů eur.
Balde zaujal během předsezónní přípravy v létě 2021 a začal novou sezónu jako náhradník za Jordiho Albu na Camp Nou. V úvodním zápase proti Realu Sociedad a v dalším zápase proti Athleticu Bilbao seděl na lavičce. Dne 14. září 2021 odehrál svůj první oficiální zápas za první tým Barcelony, když v 74. minutě nahradil Albu při prohře 3:0 s Bayernem Mnichov ve skupinové fázi Ligy mistrů UEFA 2021/22.
Od začátku sezóny 2022/23 dostal Balde od trenéra Xaviho výraznější roli, když nastoupil ve více ligových zápasech než Jordi Alba a v důležitých zápasech dostával více prostoru.

## Reprezentační kariéra
Balde obdržel překvapivý telefonát od španělského národního týmu dva dny před začátkem Mistrovství světa ve fotbale 2022, protože levý obránce José Gayà si při tréninku poranil kotník. Dne 23. listopadu 2022 se poprvé objevil na mezinárodní scéně při výhře 7:0 nad Kostarikou, když v 64. minutě nahradil Jordiho Albu.

## Statistiky

### Klubové
Platí k zápasu hranému 28. května 2023.
| Klub              | Sezóna            | Liga                  | Liga   | Liga | Národní pohár | Národní pohár | Kontinentální | Kontinentální | Ostatní | Ostatní | Celkově | Celkově |
| Klub              | Sezóna            | Divize                | Zápasy | Góly | Zápasy        | Góly          | Zápasy        | Góly          | Zápasy  | Góly    | Zápasy  | Góly    |
| ----------------- | ----------------- | --------------------- | ------ | ---- | ------------- | ------------- | ------------- | ------------- | ------- | ------- | ------- | ------- |
| Barcelona B       | 2020/21           | Segunda División B    | 15     | 0    | —             | —             | —             | —             | 1       | 0       | 16      | 0       |
| Barcelona B       | 2021/22           | Primera División RFEF | 14     | 0    | —             | —             | —             | —             | 0       | 0       | 14      | 0       |
| Barcelona B       | Celkově           | Celkově               | 29     | 0    | 0             | 0             | 0             | 0             | 1       | 0       | 30      | 0       |
| Barcelona         | 2021/22           | La Liga               | 5      | 0    | 0             | 0             | 2             | 0             | 0       | 0       | 7       | 0       |
| Barcelona         | 2022/23           | La Liga               | 33     | 1    | 4             | 0             | 6             | 0             | 1       | 0       | 44      | 1       |
| Barcelona         | Celkově           | Celkově               | 38     | 1    | 4             | 0             | 8             | 0             | 1       | 0       | 51      | 1       |
| Celkově v kariéře | Celkově v kariéře | Celkově v kariéře     | 67     | 1    | 4             | 0             | 8             | 0             | 2       | 0       | 81      | 1       |

### Reprezentační
Platí k zápasu hranému 25. března 2023.
| Národní tým | Rok     | Zápasy | Góly |
| ----------- | ------- | ------ | ---- |
| Španělsko   | 2022    | 4      | 0    |
| Španělsko   | 2023    | 1      | 0    |
| Celkově     | Celkově | 5      | 0    |

## Úspěchy
Barcelona
- La Liga: 2022/23
- Supercopa de España: 2022/23

Individual
- Tým sezóny La Ligy: 2022/23